# Useless box
La useless box ("scatola inutile") è un dispositivo meccanico funzionante ma progettato per non compiere alcuna attività rilevante. La sua origine concettuale si può far risalire a battute umoristiche popolari, come per esempio la "macchina per tagliare il brodo"; uno scherzoso esemplare gigantesco venne realizzato nel 1919 a Pavia da una compagnia di goliardi per la "festa della matricola"; con loro c'era il futuro premio Nobel Giulio Natta.
Questi dispositivi, creati e magari venduti per diletto o per mostrare come un meccanismo molto articolato può compiere azioni inutili, dal punto di vista filosofico vengono fatti risalire alle "macchine inutili" di Bruno Munari.

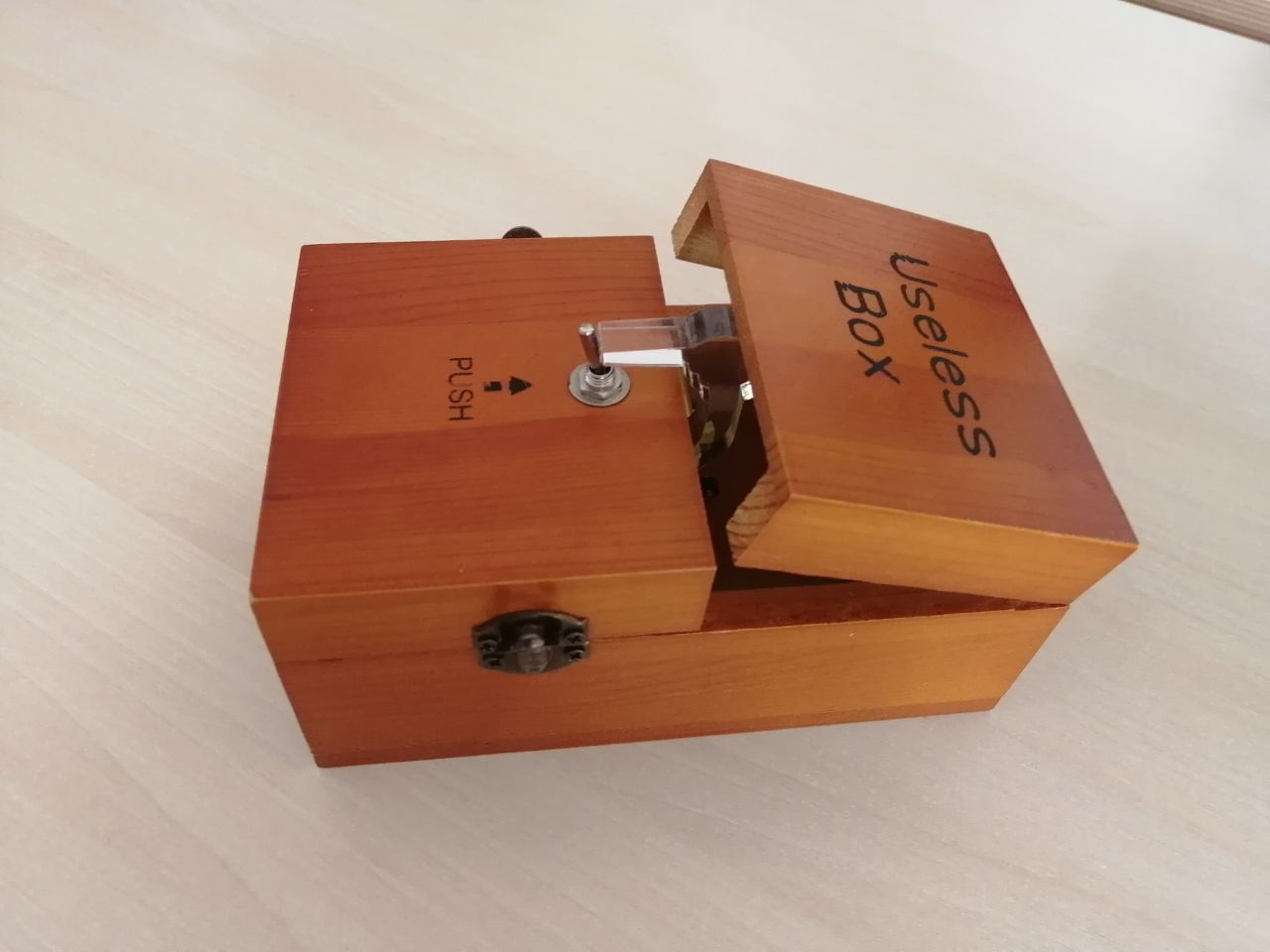
una "useless box" che, una volta attivata, compie l'unica azione di disattivarsi

Munari affermava che tali macchine sono inutili perché "non fabbricano, non eliminano manodopera, non fanno economizzare tempo e denaro, non producono niente di commerciabile. Non sono altro che oggetti mobili colorati, appositamente studiati per ottenere quella determinata varietà di accostamenti, di movimenti, di forme e di colori. Oggetti da guardare come si guarda un complesso mobile di nubi dopo essere stati sette ore nell’interno di un’officina di macchine utili".
Tra le più celebri useless box ci sono quelle ispirate ai progetti del matematico Marvin Minsky e che consistono in una scatola di legno con un interruttore. Attivando l'interruttore si mette in azione un meccanismo il cui unico scopo è quello di disattivare l'interruttore stesso e riportare la scatola nello stato precedente. Questo meccanismo può ricordare alcuni tipi di salvadanai automatici che "rubano" le monete.
Spesso le useless box vengono vendute in parti separate da montare, in modo che l'assemblamento della macchina rientri nel fai da te o nei rompicapi da costruire. Le macchina inutili non prodotte in maniera seriale sono considerate oggetti di Arte contemporanea.